# Възнесение Господне (Градешница)
„Възнесение Господне“ или „Свети Спас“ (на македонска литературна норма: „Вознесение Господне“, „Свети Спас“) е възрожденска църква в битолското село Градешница, Северна Македония, част от Преспанско-Пелагонийската епархия на Македонската православна църква – Охридска архиепископия.
Църквата е разположена в центъра на селото. В архитектурно отношение е трикорабна сграда с тремове от юг и отчасти от запад. Над западния вход има висока камбанария. От надписите над южния вход и фасадата на камбанарията се разбира, че храмът е изграден през 1860 година при митрополит Венедикт Византийски.
В интериора трите кораба са разделени с два реда от по няколко колони. Страничните кораби имат равни тавани, а централният е с няколко слепи калоти със стенописи – на един от тях, допоясно изображение на Христос Вседържител е изписана годината 1868. В свода е изображението на Христос Емануил, а над олтарното пространство монументалните фигури на Светата Троица. В апсидалната ниша има остатъци от допоясно изображение на Света Богородица, а в долната част са архиереите Свети Василий, Свети Григорий, Свети Спиридон, Свети Никола, Свети Атанасий и Свети Йоан Златоуст. В малката ниша на протезиса е изображението на мъртвия Христос.
Иконостасът е триреден. Престолната икона на Света Богородица с Малкия Христос е подписана от Димитър Анастасов от Магарево и датирана 1884 г. Според стиловите особености повечето иконостасни икони могат да се припишат на този зограф. Негови са и иконите от амвона, разположен на един от северните стълбове в наоса с много икони на Исус Христос, евангелистите и дяконите от 1884 година.